# Merimasku
Merimasku est une ancienne municipalité de l'extrême sud-ouest de la Finlande, dans la région de Finlande du Sud-Ouest.
Elle a fusionné le 1er janvier 2009 avec la ville de Naantali.

## Géographie
Merimasku est située en plein cœur de l'archipel de Turku. Hormis une petite péninsule reliée à la Finlande continentale, la majeure partie de la commune est formée par ses 93 îles, dont 6 sont habitées toute l'année (l'île d'Otava représente à elle seule 75 % de la superficie totale).

## Histoire
La municipalité, fondée en 1865 par séparation d'avec Masku (Merimasku signifiant Masku-mer), a bien failli disparaître dans les années 1970.
Elle ne comptait alors plus que 648 habitants (1975).
La commune insulaire à l'économie sinistrée est alors sauvée par la construction d'un pont la reliant à Naantali, ce qui la met à 21 km du centre de Turku, la capitale provinciale.
Un autre pont la relie à Askainen en 2002.
Aujourd'hui, Merimasku est une banlieue prospère de Turku couplée à un lieu de vacances prisé en été.